# ریدیوپلین بی‌تی‌تی
ریدیوپلین بی‌تی‌تی (به انگلیسی: Radioplane_BTT) یک هواگرد از نوع پهپاد ساخت شرکت ریدیوپلین و نورثروپ است. در مجموع، تعداد بیش از ۷۳٬۰۰۰ فروند از این هواگرد ساخته شده‌است.